# Harun Kolçak
Harun Emin Kolçak (* 15. Juli 1955 in Istanbul; † 19. Juli 2017 ebenda), bekannt unter seinem Künstlernamen Harun Kolçak, war ein türkischer Popmusiker und Songwriter.

## Karriere
Harun Kolçak nahm im Jahr 1987 mit zwei Songs an der türkischen Vorentscheidung zum Eurovision Song Contest teil, einmal zusammen mit Aşkın Nur Yengi (Güzel Şeyler Söyle) und einmal mit Arzu Ece (Keloğlan).
Durch die Bekanntschaft mit Sezen Aksu sang er für mehrere Jahre im Orchester von Onno Tunç. Mit der Sängerin Bendeniz hat er zudem eine gemeinsame Extended Play sowie viele Jahre später den erfolgreichen Song Biri Var veröffentlicht.
Sein im Jahr 2016 erschienenes Album Ceyrek Asir, welches auch sein letztes Album darstellt, beinhaltet seine bekannten Hits, die er mit verschiedenen türkischen Künstlern neu aufgenommen hat, unter anderem Gökhan Türkmen, İrem Derici, Gülçin Ergül, Tan Taşçı, Yaşar, Işın Karaca, Tuğba Yurt oder Aşkın Nur Yengi. Das Album wurde ein Jahr später mit einem Altın Kelebek Award in der Kategorie Bestes Musikprojekt ausgezeichnet.
In seiner Musiklaufbahn machte er mit Hits wie Gir Kanıma, Yanımda Kal oder Vermem Seni auf sich aufmerksam.

## Privates
Harun Kolçak ist der Sohn des Schauspielers Eşref Kolçak.
Im Jahr 2010 gab er bekannt, dass er seit längerer Zeit bereits an Prostatakrebs erkrankt sei. Vier Jahre später wurde er diesbezüglich mit einer Operation behandelt. Im Juni 2016 wurde bei Kolçak erneut die Krankheit diagnostiziert. Am 19. Juli 2017 erlag er dieser im Alter von 62 Jahren und wurde auf dem Friedhof in Gemlik beigesetzt.

## Diskografie

### Alben
- 1991: Beni Affet
- 1993: En Büyük Aşk
- 1995: Yanımda Kal
- 1998: Teslim Oldum
- 2000: Yaşasın
- 2006: Müzisyen
- 2012: Yeniden Doğuyorum
- 2016: Çeyrek Asır

### Kollaborationen
- 1994: Biz (mit Bendeniz)

### EPs
- 2020: Hatıra (Yarım Kalan Şarkılar) – posthume Veröffentlichung

### Singles
| - 1986: Dansa Çağrı (mit Zerrin Özer) - 1987: Yeniden (mit Aşkın Nur Yengi) - 1987: Güzel Şeyler Söyle (mit Aşkın Nur Yengi) - 1987: Keloğlan (mit Arzu Ece, Fatih Erkoç & Rüya Ersavcı) - 1988: Oldu Mu? (von Sezen Aksu – Hintergrundstimme) - 1990: Bile Bile (mit Aşkın Nur Yengi) - 1991: Gir Kanıma - 1991: Beni Affet - 1991: Sensiz Olmam - 1993: Derman Olayım - 1993: En Büyük Aşk - 1993: Sokul Bana - 1993: İstersen - 1994: Elimde Değil (mit Bendeniz) - 1995: Dualarım Yoluna - 1995: Haketmedim Ayrılığı - 1995: Vermem Seni - 1995: Yanımda Kal - 1997: İnsanca Yaşamak (als Teil des Chors) - 1997: Benimsin (mit Aşkın Nur Yengi) | - 1998: Efkarım Tarumar (mit Serpil Barlas) - 1998: Gitme Seviyorum - 1998: Ölürüm Elinde - 1999: Biliyorum (mit Aşkın Nur Yengi) - 2000: Yaşaşın - 2002: Yetti Gari (mit Murat Başaran) - 2006: Ağlat Beni - 2006: Karşıyım - 2006: Biri Var (mit Bendeniz) - 2006: Duy Beni Dinle Beni - 2007: Sebebim Yok (mit Egoist) - 2008: Pişmanım (mit Betül Demir) - 2008: Öyle Bir Gece - 2012: Bahanem Yok - 2016: Yanımda Kal (mit Gökhan Türkmen) - 2016: Gir Kanıma (mit İrem Derici) - 2017: Ağlat Beni (mit Gülçin Ergül) - 2017: Gitme Seviyorum (mit Tan Taşçı) - 2017: Müptelayım Sana (mit Umut Kuzey) |

Quelle: